# Riccardo Caracciolo

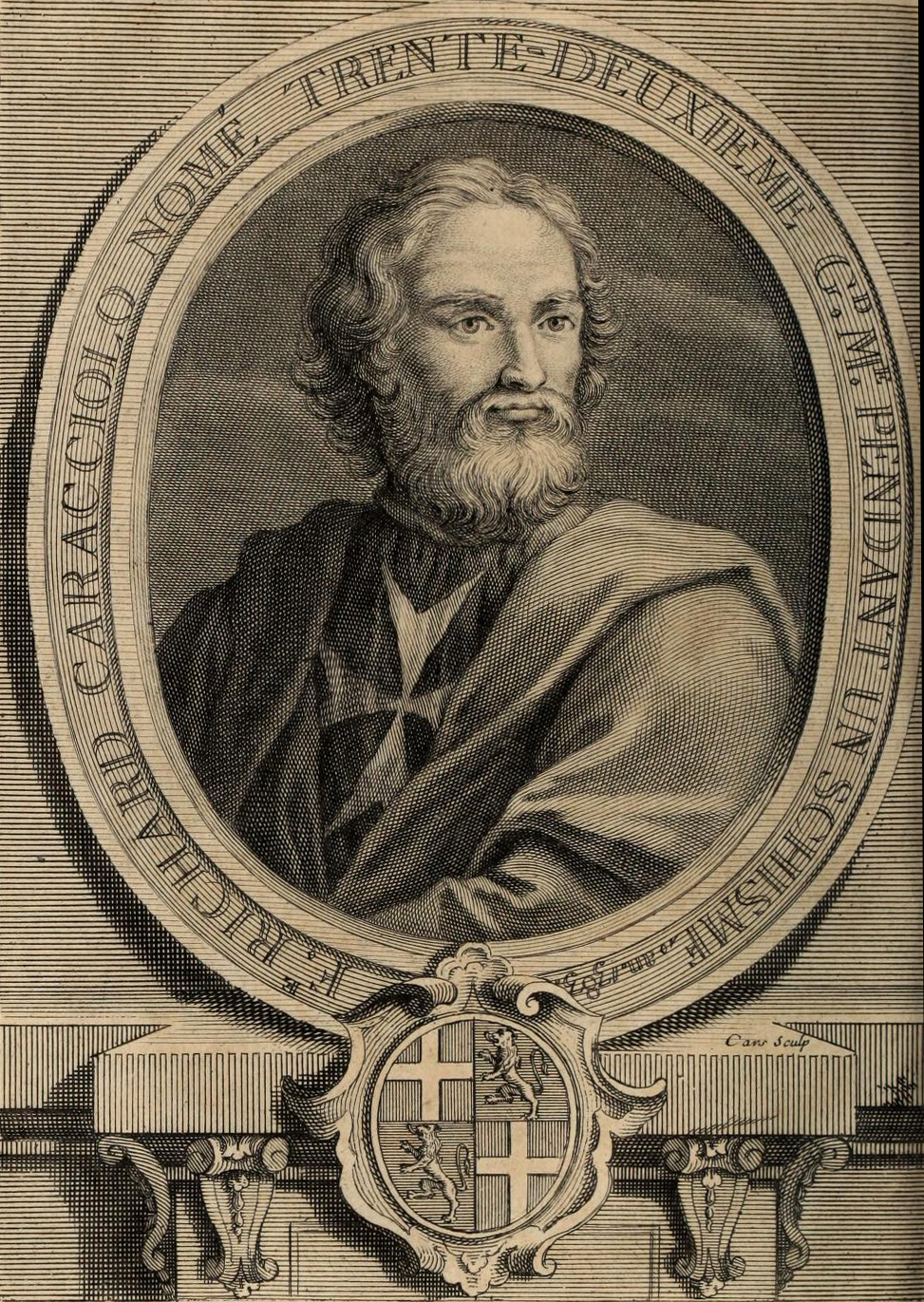
Riccardo Caracciolo

Riccardo Caracciolo (overleden Napels, 1395) was een Italiaans edelman die grootprior was van Capua en tegen-grootmeester in de Orde van Sint-Jan van Jeruzalem. Zijn tegenstander Juan Fernandez de Heredia overleefde hem.
Caracciolo kwam uit een adellijke familie uit Napels en trad toe tot de Orde toen de Christelijk wereld in een diepe crisis zat, namelijk het Westers Schisma. Paus Urbanus VI woonde als legitiem paus in Rome, terwijl zijn tegenstander Clemens VII zetelde in Avignon. De grootmeester van de Orde, Juan Fernandez de Heredia koos voor de paus in Avigon. Veel ridders binnen de Orde waren hier tegen en benoemde Caracciolo in 1383 tot tegen-grootmeester in de Orde. Toen hij in 1395 stierf werd er geen opvolger voor hem gekozen, echter De Heredia stierf een jaar later en werd opgevolgd door Filibert van Naillac.